# Leptobrachium huashen
Leptobrachium huashen là một loài lưỡng cư thuộc họ Megophryidae.
Loài này có ở Trung Quốc, và có thể cả Lào và Myanmar.
Môi trường sống tự nhiên của chúng là rừng ôn đới và sông ngòi.
Chúng hiện đang bị đe dọa vì mất môi trường sống.